# Ambroise de Lombez
Pour l’article homonyme, voir Lombez (homonymie).

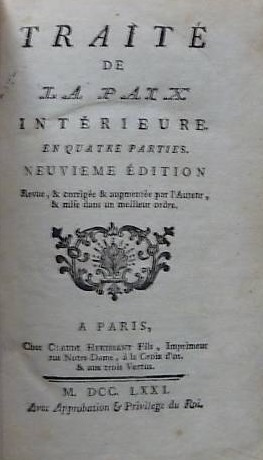

Jean de La Peyrie, plus connu sous le nom d'Ambroise de Lombez, est un religieux catholique français du XVIIIe siècle, capucin, ermite, confesseur, en particulier de la Reine Marie Leczinska, et écrivain ascétique.

## Biographie
Il est né à Lombez, ancienne ville épiscopale du Languedoc,  le 20 mars 1708 d’une noble famille d’Armagnac, qui comptait plusieurs membres illustres, de robe et d’épée. Il fit ses études classiques chez les Doctrinaires de Gimont et de  théologie à l’école Saint Thomas d’Aquin à Auch.
À l’âge de 16 ans, le 25 octobre 1724, il entre chez les Capucins et prend le nom de Frère Ambroise.  Il est tout d'abord directeur de l’étude de théologie au couvent de Saint-Sever, puis après une cure de repos à Bagnères-de-Bigorre, il entre au couvent de Médoux non loin de là et durant quinze ans il dessert le sanctuaire de  Notre-Dame de Médoux. Maître des novices et gardien du couvent d’Auch, il est appelé à Paris  pour remettre de l'ordre dans les couvents et devient aumônier des Capucines du Couvent Royal de la Place Vendôme. 
Il devient alors le confesseur de la Reine Marie Leczinska ce qui lui vaut rapidement un rappel en Province comme  Définiteur Provincial  et gardien du couvent d’Agen. Délégué de la Province au Chapitre National, il s'opposa aux nouvelles réformes de l'Ordre. 
Ses trois livres les plus célèbres furent le Traité sur la Paix intérieure, paru en 1756 et très souvent réédité, le  recueil de Lettres spirituelles sur la Paix intérieure, publié en 1766  et le Traité de la Joie de l'âme chrétienne. Son secrétaire fut un temps le père Philippe de Madiran (Jean Doussau).
Il meurt le 25 octobre 1778, à l’âge de 70 ans, au cours d’une cure thermale  à Luz-Saint-Sauveur, dans un ermitage  dont il aurait été le dernier occupant, à l'emplacement actuel de la chapelle Solférino. Ses ossements furent transférés sur le plateau de Solférino par Napoléon III et comme épitaphe on peut lire : « Sous cette pierre reposent les restes du Vénérable Ambroise de Lombez, capucin de Saint-Sauveur, primitivement inhumés à l'entrée de la chapelle de la Vierge de Luz »

## Œuvres
- Esquisse historique  sur les Vertus  (Non publié)
- Journal Intime (Non publié)
- Discours sur l'État religieux (Perdu)

- Traité de la joie de l'âme chrétienne . P. P.G. Simon 1779 réédition SEL
- Traité de la paix intérieure Rouen, J.Racine, 1787, réédité au XIXe siècle.
- La Joie intérieure
- Lettres spirituelles sur la paix intérieure et autres sujets de piété

- Trois méditations sur le Salve Regina
- Exhortation sur le renouvellement des Vœux
- Lettre à une Dame protestante sur l'autorité de l'Église Romaine
- Réflexions sur l'irréligion du temps
- Recueil de Prières